# Parafia św. Andrzeja Apostoła w Kościelcu

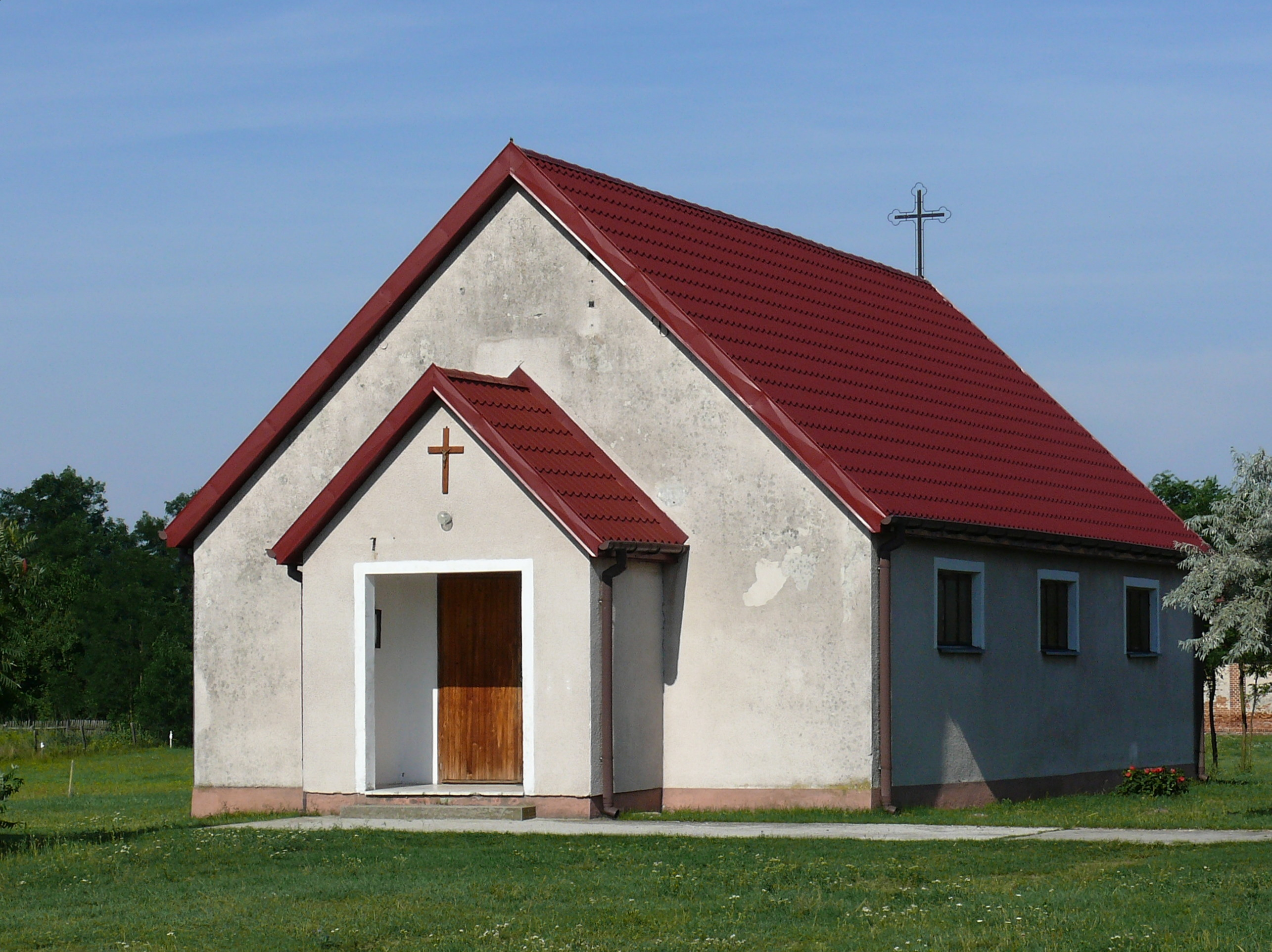
Kaplica św. Wojciecha w Trzęśniewie

Parafia Świętego Andrzeja Apostoła w Kościelcu Kolskim – rzymskokatolicka parafia położona w zachodniej części gminy Kościelec. Administracyjnie należy do dekanatu kościeleckiego (diecezja włocławska). Zamieszkiwana przez 3245 wiernych.

## Duszpasterze
- proboszcz: ks. kanonik Aleksander Rybczyński (od 2020) – dziekan dekanatu kościeleckiego
- wikariusz: ks. Juliusz Graniczny (od 2025)

## Kościoły
- kościół parafialny: Kościół św. Andrzeja w Kościelcu
- kościół filialny: Kościół św. Wojciecha w Trzęśniewie
- kaplica filialna: Kaplica cmentarna w Kościelcu

## Historia
Parafia Świętego Andrzeja Apostoła w Kościelcu została założona prawdopodobnie w drugiej połowie XII wieku. W 1522 została złączona z prepozyturą parafialną w Kole, drugi raz włączona do tej prepozytury w 1764 r. W 1865 r. otrzymała samodzielnego proboszcza. 

### Proboszczowie i administratorzy
- o. Dominik Małecki OFMBern. (1890-1906)
- ks. Józef Kurczych (1906-1910)
- ks. Feliks Kąkolewski (1910-1920)
- ks. Wincenty Wrzaliński (1920-1925)
- ks. Aleksander Walczykowski (1925-1936)
- ks. Antoni Nitecki (1936-1941)
- ks. Henryk Suliński (1945)
- o. Cassianus Rostek (1945)
- ks. Władysław Przygodziński (1945)
- ks. Serafin Opałko (1945-1948)
- ks. Mikołaj Kijewski (1948-1949)
- ks. Tadeusz Szpikowski (1949-1950)
- ks. Stanisław Żak (1950-1956)
- ks. Jan Fortuna (1956-1959)
- ks. Jan Świderski (1959)
- ks. Mieczysław Wesołowski (1959-1969)
- ks. Józef Preisser (1969-1975)
- ks. Bronisław Placek (1975-1982)
- ks. Stanisław Kurant (1982-1998)
- ks. Władysław Waszak (1998-2014)
- ks. Tomasz Jener (2014-2020)
- ks. Aleksander Rybczyński (od 2020)

## Informacje ogólne
W skład granic administracyjnych parafii wchodzą:
- gmina Kościelec
  - Kościelec
  - Dąbrowice Częściowe
  - Dąbrowice Stare
  - Gąsiorów
  - Gozdów – część zachodnia
  - Mariampol
  - Straszków – część centralna i zachodnia
  - Trzęśniew
  - Waki

Placówki edukacyjne znajdujące się w granicach administracyjnych parafii:
- Kościelec
  - Zespół Szkół
  - Zespół Szkół Rolnicze Centrum Kształcenia Ustawicznego im. Stanisława Staszica
- Trzęśniew
  - Szkoła Podstawowa

Odpusty parafialne:
- 30 listopada – św. Andrzeja, apostoła